# Río Velerín
El río Velerín, en algunas fuentes arroyo del Velerín, es un río de España de la cuenca mediterránea andaluza, que discurre en su totalidad por el territorio del suroeste de la provincia de Málaga. 

## Curso
El río Velerín nace en sierra Bermeja, dentro del término municipal de Estepona, municipio en el que también desemboca, entre las desembocaduras de los ríos Castor y Guadalmansa, tras un recorrido de unos 10 km que realiza en sentido norte-sur. 

## Flora
El pequeño valle del Velerín conserva formaciones arboladas de quercineas formadas por encinas (Quercus rotundifolia), alcornoques (Quercus suber), quejigos (Quercus faginea), roble melojo (Quercus pyrenaica) y, de forma puntual, castaños (Castanea  sativa).
Como singularidad botánica se encuentra en la cuenca del río Velerín el helecho Davallia canariensis.